# 윤잉
아이신 교로 윤청(愛新覺羅允礽, 만주어: ᠠᡳᠰᡳᠨ
ᡤᡳᠣᡵᠣ
ᠶᡡᠨ
 ᠴᡝᠩ Aisin Gioro Yūn Ceng. 강희 13년 5월 3일(1674년 6월 16일) ~ 옹정 2년 12월 14일(1725년 1월 27일))은 청 제국의 황족으로 청사상 황제가 공식 석상에서 책봉한 유일한 황태자(皇太子, 만주어: ᡥᡡᠸᠠᠩ
ᡨᠠᡳᡯᡳ Hūwang Taidzi)이다. 원래 이름은 인청(胤礽, 만주어: ᡳᠨ
ᠴᡝᠩ In Ceng)이지만, 옹정제 즉위 후에 바뀌었다. 청 제국의 제4대 황제인 강희제(康熙帝)의 둘째 아들 이자 적장자로서, 첫 번째 황후였던 효성인황후(孝誠仁皇后)의 소생으로 아명은 보성(保成)이며 이 이름은 훗날 윤잉의 호가 되기도 하였다.
자질이 뛰어난 황자였으나 두 살 때 황태자로 책봉된 탓에 형제들의 질시를 받았고, 그로 인하여 황제의 자리를 놓고 벌어진 골육상쟁의 가장 큰 희생양이 되었다. 특히 형제들의 질시와 부황의 기대에 부응하지 못하고 지나친 압박으로 인하여 점점 난폭한 행동을 일삼았다. 그 결과 아버지 강희제는 자신의 아들들 중 가장 총애한 그를 황태자에서 폐위시켰고, 다시 복위시켰으나 또다시 폐위하여 생전 다시는 관작을 회복하지 못하고 연금된 채 생을 마감하는 등 굴곡진 삶을 살았다.

## 생애

### 어린 시절
윤청의 어머니인 효성인황후는 만주족 최고의 명문가이자 정황기 출신으로 당시 보정대신이었던 허셔리 소닌의 손녀이다. 효성인황후가 궁에 들어간 후 강희제는 그녀를 매우 사랑하여 이미 윤청 전에 아들인 승호(承祜)를 두었으나 요절하였다. 삼번의 난으로 뒤숭숭하던 1674년(강희 13년), 효성인황후는 윤청을 낳은 뒤 난산으로 곧바로 붕어하였다. 이에 크게 상심한 강희제는 효성인황후에게 주던 사랑을 윤잉에게 모두 쏟아부었고, 실제로 윤잉은 강희제의 자식들 중 강희제의 평생을 통틀어 가장 많은 총애를 받았다. 뒤이어 유학을 숭상하던 강희제는 내란으로 인해 혼란에 빠진 청 제국의 결속과 안정, 그리고 황실에 대한 신민들의 충성을 고무하기 위하여 이듬해인 1675년(강희 14년)에 효장태황태후와 인헌황태후의 명에 따라 윤청을 황태자로 책봉하고 정전인 태화전에서 황태자 책봉식을 거행하였다. 당시 강희제는 황태자를 책봉할 때 이러한 성지를 내리며 사면령을 내렸다.
| “ | 황제가 이르노니, 하늘의 뜻을 이어받고 백성을 다스릴 줄 아는 옛 제왕들은 천하를 다스림에 있어 태자를 세워 나라의 근본을 탄탄히 하여 종묘와 사직에 누를 끼치지 아니하였다. 짐은 오랫동안 이에 대해 심사 숙고하였다. 열성조의 뜻을 지켜나가기 위하여 이 중대하나 경사스러운 당부를 하노라. 적장자 윤잉은 날마다 영민해지며 그 순수함을 더욱 보여주고 있나니 태황태후마마와 황태후마마의 영을 받들어 전례에 따라 종묘, 사직, 천단, 지단에 제를 올린 후 강희 14년(1675년) 12월 13일 윤잉을 황태자에 봉하오니 동궁에 거처하게 하며 만년을 이어갈 황통을 중히 여기며 사해와 천하의 마음을 잇도록 하라. | ” |

청 제국 역사상 황제가 황태자를 공식 석상에서 책봉한 일은 이 사례가 최초이며 유일한 경우이다. 강희제는 윤청을 황태자에 책봉하고 난 후 제왕학 수업을 가르치기 시작하였다. 실제로 윤잉은 머리가 총명하여 4살 때 천자문을 떼고 7살 때에는 사서오경을 다 암송하였다 하며 줄곧 아버지가 내려주는 어려운 공부와 과제를 금방 끝내고 모두 맞추는 등 강희제와 윤청을 가르치던 스승들의 칭찬을 한 몸에 받았다.
강희제는 특히 박학홍유(博學鴻儒) 출신으로 학식이 높기로 유명한 대신 이광지(李光地)를 태자의 스승인 태자태사로 삼아 윤잉을 지도하였다. 윤청에게 제왕의 싹이 보이자, 강희제는 윤청에게 황제만 입을 수 있는 황포를 입도록 허용하고 자금성 어디에서든 가마와 말을 탈 수 있게 해주었으며 새로 동궁인 육경궁(毓慶宮)을 지어서 그곳에 기거하게 하였다. 1686년(강희 25년) 강희제는 여러 학사들을 초대하여 윤청에게 유교 경전과 언어를 가르치게 하였는데, 윤잉은 이내 한어, 만주어, 몽골어 등 3개 국어에 능통하고 유교 경전의 중요한 구절을 모두 외울 수 있었다. 정무로 바쁜 강희제는 틈이 나면 윤잉에게 제왕학을 가르치는 등 윤잉이 다음 황제로서의 역량을 충분히 발휘하도록 도와주었고 기대하였다.

### 불화의 시작

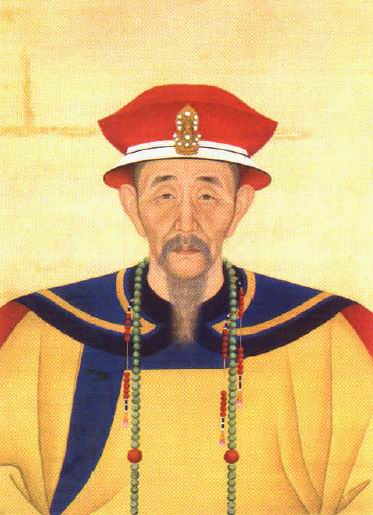
강희제

그러나 강희제는 윤잉에게 기대를 너무 많이 하였는지 윤잉이 날이 갈수록 학식이 높아지자 그 나이에 맞지 않은 과제를 주어 윤잉의 심신을 고단하게 하기도 하였으나, 윤잉은 별다른 불평없이 묵묵히 일을 처리하였다. 강희제는 이러한 윤잉을 보고 흡족해하였으나 대다수 만주족 대신들은 윤잉을 그리 탐탁하게 여기지 않았다. 그 이유는 바로 강희제의 만주족 고유의 전통 타파였는데, 윤잉은 적장자였으나 강희제의 모든 아들중에서의 장자는 아니었다. 정식으로 그는 제2황자였기에 강희제의 서장자이자 윤잉보다 2살 위인 제1황자 윤시와 비견되었으나, 강희제는 오히려 적장자 윤잉에게 윤시보다 더 많은 특권을 내리며 유교의 전통을 따랐다.
그러나 당시 만주족 대신들은 문(文) 보다는 무(武)를 더 숭상하였고 전쟁에도 참가한 윤시를 은근히 밀고 있었다. 이를 계기로 윤시는 점점 윤잉을 혐오하기 시작하였고, 윤잉 역시 형제들에게 자신을 “황태자 전하”로 부를 것을 요구하며 군신의 예를 강요하였다. 이에 윤시와 윤잉의 관계는 급속도로 악화되었으며 나머지 형제들 역시 윤잉을 만나기를 꺼렸다. 황자들은 청년기에 들면서 황태자를 자리에 놓고 치열한 암투를 벌이게 되었다.
1690년(강희 29년) 강희제의 제1차 가르단 원정 때 윤잉은 대리청정을 하고 있었으나 원정 도중 강희제가 말라리아에 걸리자 제3황자 윤지와 더불어 강희제를 문병하라는 전갈을 받았다. 그러나 부황을 간병하면서 슬픈 기색을 비치지 않아 노한 강희제는 윤잉을 북경으로 보내고 근신하게 하였다. 그 후 윤잉은 아버지 대신 태묘의 제례를 책임지는 등 아버지의 신임을 회복하고 정무를 맡았다.
1695년(강희 34년) 윤잉은 과이가씨를 황태자비로 맞아들였다. 이듬해에 강희제가 다시 가르단을 치러 출정하자 윤잉은 북경에 남아 섭정황태자로서 대리청정을 하였고, 각부와 남서방의 보고도 태자인 윤잉에게 집중되었다. 중요한 일은 대신들이 의논한 후 윤잉에게 보고하였고 윤잉이 처리한 후에 출정 중인 강희제에게 전갈을 보내어 맞게 처리하였는지 자문을 구하였다. 그러나 원정 도중 강희제는 다시 중병에 걸렸고 이번엔 병세가 위중해지자 윤잉에게 황위를 넘기고 자신은 태상황제로 물러나겠다는 의사를 피력하였다. 그러나 강희제는 곧 완쾌하였고 가르단의 군세를 대파하고 개선하자 북경에는 윤잉이 전횡을 하고 궁녀를 간음했다는 유언비어가 돌았고 이 때부터 강희제는 윤잉을 신임하기보다는 의심하기 시작하며 윤잉을 더욱 닦달하게 되었다.

### 반목과 첫 폐위
20대까지 윤청은 똑똑하고 빈틈없이 정무를 처리하였으나 30대 이후부터는 점차 환락과 엽색행각을 즐겨가며 탐욕스러웠다고 한다. 20대까지 이부를 관장하던 윤청은 30대에 접어들자 근무를 나태하게 하는 등 강희제의 분노를 사서 이부의 관장권을 회수당하였다. 그 사이에 장성한 다른 황자들은 강희제의 인정을 받고 각 부처를 통솔하기 시작하자 윤잉의 입지는 점점 줄어들었다. 한편, 윤잉의 황태자 자리를 노리던 이복형인 제1황자 윤즈(胤禔, 만주어: ᠶᡡᠨ
ᡷᡳ Yūn Jy), 제8황자 윤사 등은 적극적으로 윤청을 모함하는 등 강희제와 윤청의 사이를 이간질하기도 하였다. 그리고 황태자인 윤청의 입지가 좁아진 것을 눈치챈 몇몇 대신들은 다른 황자들의 옆에서 윤잉을 비난하며 당파 싸움을 점점 격화시켰다. 이 때부터 강희제는 아들인 윤청의 자질을 의심하여 중앙과 지방의 관리들에게 윤청이 다음 황제로서의 자질이 있는지 물어보는 비문(秘文)을 자주 보냈고 관리들은 강희제에게 표문으로서 그 답을 올렸는데 대부분이 윤청은 다음 황위에 앉을 만한 자격이 없다고 올렸다.
이 중 윤청의 옆에서 윤청을 지원하던 황태자당(皇太子黨)은 반격할 태세를 갖추고 반윤총 세력과 마찰을 일으켰다. 이 황태자당의 수뇌는 바로 윤청의 외종조부이자 효성인황후의 숙부인 영시위내대신 송오투(索額圖, 만주어: ᠰᠣᠩᡤᠣᡨᡠ Songgotu)였다. 그는 겉으로는 윤청을 위하는 척 하였으나, 실제로는 윤청을 이용하고 그가 황위에 오른 후에 더욱 더 큰 권세를 얻기 위해 윤잉을 부추겼다. 1703년(강희 42년), 윤청이 자객을 시켜 강희제를 죽이려 하자 강희제는 이를 부추긴 송오투를 "국사는 논의하지 않고 붕당을 일으켰다"는 죄목으로 구금하고 곧 사사하여 윤청에게 주의를 주었으나, 그래도 윤청이 교만하게 굴고 동궁 소속 관리들에게 행패를 부리거나 동남동녀를 불러모아 동궁에서 엽색행각을 벌이는 등 행실을 고치지 않자 1708년(강희 47년)에 다음과 같은 성지를 내리고 윤잉을 황태자에서 폐위시켜 서인으로 삼았다.
| “ | 짐이 태조 폐하, 태종 폐하, 세조 폐하의 대업을 이어받은지 48년 째로 신하들과 백성들을 긍휼히 여기고 아껴와 천하를 편히 다스리려 하니 지금에 이르렀다. 그러나 황태자 윤잉은 조상들의 유훈을 어기고 짐의 가르침도 따르지 아니하며 점점 사특하고 음란해져 많은 이들의 구설수에 오르고 있다. 예전 색액도가 모반을 획책할 때에도 짐은 군신의 정에 흔들렸으나 이내 처형하였다. 그러나 지금 윤잉은 외숙조(색액도)의 복수를 갚는다고 붕당을 결성하고 짐은 오늘 변고를 당해 내일 뜨는 해를 보지 못할까봐 밤낮으로 두려워하고 있으니 어찌 열성조의 유업을 계속 이어나가겠는가. 어미를 일찍 여읜 외로움에 그를 아껴주었으나 이러한 불효하고 자애롭지 않은 자에게 황위를 물려줄 수 없으니 이에 오늘 천지와 종묘, 사직에 고하여 윤잉을 황태자에서 폐위하노라. | ” |

조칙을 요약하자면, 윤청이 횡음무도하고 내외에서 돈을 끌어모아 대신들을 이용하여 외숙조인 송오투의 원수를 갚는다고 부황을 죽이려 하니, 이러한 폐륜을 미연에 방지하기 위한 조처라고 하였다. 하지만, 결국 윤잉의 폐위가 황태자 자리를 둘러싼 황자들간의 다툼을 심화시키며 서로 세력을 넓히며 음모를 꾸몄다. 강희제는 윤청의 감시를 제4황자인 옹군왕 인전에게 일임하였고 인전은 윤잉의 파당 중 중요한 이들을 다시 잡아들여 처형하거나 귀양보냈다.
윤청이 폐위됨에 따라 기존 조정의 대신들은 누가 강희제의 뒤를 이어 황위에 오를지를 점치며, 세력있는 황자들의 편에 서서 이러한 분란을 더욱 획책하기도 하였다. 강희제는 조서를 내려 공개적으로 황태자를 새로 세우라는 말을 언급하는 사람은 지위고하를 막론하고 나라의 적으로 규정해 참수할 것이라고 하였다. 그러나 폐위를 한 일이 윤즈나 윤스의 모함에서 비롯되었다는 것을 안 강희제는 윤청을 죽이겠다고 한 윤즈를 냉궁에 유폐한 뒤, 윤스 역시 작위를 박탈하고 그 집에 연금하여 크게 뉘우치도록 하였다.

### 두 번째 복위와 폐위
윤청을 황태자에서 폐위하였으나 오히려 정치적 분란만 격화되자 강희제는 윤청이 실제로 역모를 획책하지 않고 귀신에 홀렸다고 생각하였고 윤청도 나름대로 이전보다는 나이지는 행동을 보이자 이듬해인 1709년(강희 48년)에 ‘비록 기괴한 행동을 하였으나 점차 그 상태가 나아지고 있다’는 이유로 윤청을 복위시키고 윤청의 비 구왈갸씨 역시 황태자비로 재책봉되었다. 그러나 윤청이 이미 부황인 강희제의 후궁과도 동침하였다는 사실, 다시 기방에서 수많은 기생들과 같이 주색잡기에 빠지는 등 엽기적인 행각을 계속 벌이고 있어서 강희제를 실망시켰다. 1711년(강희 50년), 강희제는 남순 중 윤청이 일부 대신들과 더불어 강희제를 몰아내고 윤청을 황제에 즉위시키려 한다는 움직임을 보이고 있다는 소문을 들었다. 이 때 윤잉과 접촉한 대신들은 모두 과거 색액도가 이끌던 황태자당의 잔당으로 보군통령 탁합제(托合齊), 병부상서 겅거이(耿額, 만주어: ᡤᡝᠩᡤᡝᡳ Genggei), 형부상서 치슈(齊世武, 만주어: ᠴᡳᡧᡳᡠ Cišiu), 그리고 팔기의 군사를 이끄는 도통과 부도통 등이다.
강희제는 윤청이 새로운 사람이 되길 바랐으나 결국 윤청은 돌이킬 수 없는 역모의 주동자가 되었다. 강희제는 즉시 귀경하여 탁합제와 겅거이, 치슈 등을 교사하고 도통 오샨(鄂繕, 만주어: ᠣᠰᡳᠶᠠᠨ Osiyan)은 유폐된 후 안친왕 요로의 묘소의 능지기로 보냈다. 황제와 황태자가 오랫동안 같이 존재하면서 황태자가 조정에서 제2의 황제로서 황권을 저지할 가장 강력한 장애물이라고 생각한 강희제는 다시 윤청을 폐할 결심을 굳히고 1712년(강희 51년) 음력 9월 30일, 강희제는 윤청을 잡아들이고 복위한 이래 광증이 아직 치유되지 않았고 인심을 크게 잃으니 이러한 자에게 열성조의 유업을 잇게 할 수 없으니 함안궁(咸安宮)에 가두어 영원히 서인으로 삼겠다는 성지를 내렸다. 이후로는 생전에 황태자를 뽑지 않을 것임을 공언하고 일체의 황태자 책봉에 관한 조정의 공론화를 차단하였다. 더불어 강희제는 만약 이러한 의견이 조정에서 나올 시, 지위 고하를 막론하고 참형에 처하겠다는 성지를 한번 더 내렸다.
이 사건의 폐단으로 청 제국 멸망할 때까지 황태자를 황제의 치세에 책봉하지 않았다. 대신, 황제가 죽은 뒤 황제가 다음 황제에 걸맞은 황자의 이름을 적은 유언장이 만천하에 공개되면 그 황자는 황태자로서 잠시 섭정을 하다가 며칠 뒤 정식으로 황제에 등극하게 된다. 이러한 황제 선출 방법을 바로 저위비건법(儲位秘建法)이라고 부른다.

### 최후
10년 전까지만 해도 황태자로서 자신이 이을 것이라 예상하던 황위는 결국 1722년(강희 61년), 강희제가 붕어하고 그의 뒤를 이어 넷째 아우인 옹친왕 인전(胤禛)이 황위에 오르니 이가 옹정제(雍正帝)이다. 본래 윤청의 밑에서 세를 관망하던 인전은 윤청이 폐위된 후 점진적으로 세력을 구축하여 황위를 물려받을 수 있었다. 옹정제는 윤청이 황태자였던 때에 소극적으로 윤청의 파당을 지지하였으나 즉위 후 부황 강희제의 엄명에 따라 윤잉을 풀어주지 않았다. 윤청은 옹정제의 피휘 정책에 따라 자신의 이름을 인청에서 윤청으로 바꾸고 그로부터 얼마 후인 1725년 1월 27일, 음력으로는 1724년(옹정 2년) 12월 17일에 윤청은 십수년 간 연금되어 갇혀 지내던 냉궁 함안궁에서 52세로 생을 마감하였다. 그러나 윤청의 사인에 대해서는 언급되지 않아서 자연사설이나 타살설 등으로 설이 나뉘지만 밝혀진 것은 없다.
윤청이 죽은 후, 옹정제는 윤청을 복권시켜주고 윤잉에게 이친왕(理親王, 만주어: ᡤᡳᠶᠠᠩᡤᠠ
ᠴᡳᠨ
ᠸᠠᠩ Giyangga Cin Wang)의 작위를 내리고 시호를 ‘밀’(密)이라 하였는데 밀 자의 뜻은 추박전과(追補前過), 즉 순박하였으나 생전에 과오나 죄가 있다는 뜻이다. 이에 정식 시호는 이밀친왕(理密親王)이다. 그의 무덤은 천진 근처 황화산(黃花山)에 있는 원침(園寢)에 마련되었으며 청일 전쟁, 중일 전쟁, 문화대혁명 때 도굴되었다.

## 평가
윤청에 대한 평가는 당시만 해도 매우 부정적이었다. 조선에서 동지사로 다녀온 민진후 등이 이르기를, 황태자인 윤잉이 대신인 마제(馬齊)를 폭행하고 각지에서 수많은 은을 끌어모아 별명이 애은황제(愛銀皇帝)였다고도 하며, 충성스럽지 않고 효성스럽지도 않아 몰래 누이들을 간음한 포학한 황태자로 윤청의 아들들 역시 그 아비보다도 더 수탈과 포악함이 심하였다고 기록하고 있다. 또한 숙종 대에 사은사로 다녀온 박필성은 황장자인 윤즈와 황태자인 윤청이 틈만 나면 싸우고 원수 같은 사이가 깊어져서 내환이 크게 터질 빌미가 될 것이라고 평가하였다.
그러나 윤청이 바른 길로 가지 않고 엽색행각을 벌이며 화를 자초한 것은 아버지 강희제의 엄격하고 혹독한 교육에서 비롯되었다. 20대까지만 해도 아버지의 뜻을 잘 받들던 윤잉이 30대가 되면서부터 본격적으로 형제들간의 골육상쟁을 하게 되어 강희제가 이러한 분란의 책임을 윤청에게 물은 것도 원인이었다. 그러나 자신이 송오투 등 권신들의 말에 넘어가 오히려 붕당을 결성하며 정국을 혼란에 빠뜨려서 나중에는 아버지의 황권을 약화시킨 점은 비판의 대상이 되고 있다.

## 가족

### 부인과 첩
- 적복진 과이가씨(嫡福晉 瓜爾佳氏) - 도통 석문병(石文炳)의 딸, 황태자비로 책봉, 폐위.
- 측복진 이가씨(側福晉 李佳氏)
- 측복진 정가씨(側福晉 程佳氏)
- 측복진 당가씨(側福晉 唐佳氏)
- 측복진 왕가씨(側福晉 王佳氏)
- 측복진 임가씨(側福晉 林佳氏)
- 서복진 범가씨(庶福晉 范佳氏)
- 서복진 유가씨(庶福晉 劉佳氏)
- 유씨(劉氏)
- 전씨(錢氏)
- 구씨(邱氏)
- 주씨(朱氏)
- 기씨(祁氏)
- 배씨(裵氏)

### 아들들
1. 왕자(1691년 ~ 1701년) - 이가씨 소생.
2. 이친왕 홍석(理親王 弘晳, 1694년 ~ 1742년) - 이가씨 소생, 제2대 이친왕.
3. 보국공 홍진(輔國公 弘晉, 1696년 ~ 1717년) - 임가씨 소생.
4. 왕자(1704년 ~ 1705년) - 당가씨 소생.
5. 왕자(1708년) - 유씨 소생.
6. 보국각희공 홍연(輔國恪僖公 弘曣, 1712년 ~ 1750년) - 당가씨 소생.
7. 보국공 홍조(輔國公 弘晀, 1714년 ~ 1774년) - 왕가씨 소생.
8. 왕자(1715년 ~ 1726년) - 전씨 소생.
9. 홍요(弘暚, 1716년 ~ 1783년) - 구씨 소생.
10. 이각군왕 홍위(理恪郡王 弘㬙, 1718년 ~ 1780년) - 정가씨 소생, 제3대 이군왕.
11. 홍병(弘昞, 1720년 ~ 1763년) - 왕가씨 소생.
12. 보국공 홍완(輔國公 弘晥, 1724년 ~ 1775년) - 정가씨 소생.

## 같이 보기
- 입팔분공
- 몽골의 귀족제

## 참고 자료
- 위키미디어 공용에 윤잉 관련 미디어 분류가 있습니다.
- 《청사고》(淸史稿) - 〈이밀친왕열전〉(理密親王列傳)
- 《청사고》(淸史稿) - 〈성조인황제실록〉(聖祖仁皇帝實錄)
- 조나선 D. 스펜스, 《강희제》, 이산출판사, 이준갑 옮김, 2001년 ISBN 89-87608-17-4
- 閻崇年 《康熙大帝》(中華書局)